# Nikon D60
Nikon D60 är en digital systemkamera från Nikon. Den lanserades den 29 januari 2008. Kameran, som är en efterföljare till Nikon D40x, är en instegsmodell. Nikon D60 har en CCD-sensor med 10,1 megapixlar och inbyggd blixt. Bland de större förändringarna mot D40x hittas:
- Den nya Expeed-processorn från D3 och D300.
- Självrengörande sensor.[1][2]
- Visningen på LCD-skärmen byter riktning om kameran hålls vägrätt eller vertikalt.